# 中島町 (愛媛県)
中島町（なかじまちょう）は、愛媛県の中予地方にあった町。温泉郡に属した。トライアスロン中島大会で知られる。キャッチフレーズは「みかんと太陽とトライアスロンの島」。詳細は、忽那諸島とそれぞれの島の記事を参照のこと。

## 地理
芸予諸島（忽那諸島）の中で１番大きな島、中島（本島と呼ばれることもある）、および睦月島、野忽那島、怒和島、津和地島、二神島とそれらの属島からなる離島の町。町役場は中島の大浦集落にあった。（現在の、松山市役所中島支所）

## 町の沿革
- 1889年（明治22年）12月15日 - 町村制施行により風早郡東中島村、神和村、睦野村、西中島村が成立。
東中島村 - 大浦村、小浜村、長師村、宮野村、神浦村が合併
神和村 - 元怒和村、津和地村、二神村、上怒和村が合併
睦野村 - 睦月村、野忽那村が合併
西中島村 - 粟井村、畑里村、饒村、吉木村、熊田村、宇和間村が合併
- 1897年（明治30年）4月1日 - 風早郡が温泉郡、久米郡、和気郡と合併して温泉郡となる。
- 1952年（昭和27年）8月1日 - 東中島村が町制施行して中島町となる。
- 1959年（昭和34年）3月31日 - 神和村と合併して中島町となる。
- 1960年（昭和35年）3月31日 - 睦野村を編入。
- 1963年（昭和38年）3月31日 - 西中島村を編入。
- 2005年（平成17年）1月1日 - 北条市とともに松山市へ編入され、自治体としての歴史を閉じた。

```
中島町の系譜
（町村制実施以前の村）　（明治期）　　　　　　　　　（昭和の合併）　　　　　（平成の合併）
　　　　　　　　　　　　町村制施行時
元怒和━━━━┓
津和地━━━━┫
二神　━━━━╋━━━神和村━━━━━━━━━━━┓
上怒和━━━━┛　　　　　　　　　　　　　　　　　┃昭和34年3月31日
大浦　━━━━┓　　　　　　　　　　　　　　　　　┃ 合併
小浜　━━━━┫　　　　　　　　　　あ　　　　　　┣━中島町━━┳━┳━━┓
長師　━━━━╋━━━東中島村━━━中島町━━━━┛　　　　　い┃　┃　　┃
宮野　━━━━┫　　　　　　　　　　　　　　　　　　　　　　　　┃　┃　　┃
神浦　━━━━┛　　　　　　　　　　　　　　　　　　　　　　　　┃　┃　　┃
野忽那━━━━┓　　　　　　　　　　　　　　　　　　　　　　　　┃　┃　　┃
　　　　　　　┣━━━睦野村━━━━━━━━━━━━━━━━━━┛　┃　　┃
睦月　━━━━┛　　　　　　　　　　　　　　　　　　　　　　　　　　┃　　┃
粟井　━━━━┓　　　　　　　　　　　　　　　　　　　　　　　　　う┃　　┃
畑里　━━━━┫　　　　　　　　　　　　　　　　　　　　　　　　　　┃　　┃
饒　　━━━━╋━━━西中島村━━━━━━━━━━━━━━━━━━━┛　　┃
吉木　━━━━┫　　　　　　　　　　　　　　　　　　　　　　　　　　　　　┃
熊田　━━━━┫　　　　　　　　　　　　　　　　　　　　　　　　　　　　　┃
宇和間━━━━┛　　　　　　　　　　　　　　　　　　　　　　　　　　　　　┃
　　　　　　　　　　　　　　　　　　　　　　　　　　　北条市━━━━━━━┫
　　　　　　　　　　　　　　　　　　　　　　　　　　　松山市━━━━━━━┻━━松山市
　　　　　　　　　　　　　　　　　　　　　　　　　　　　　　　　　　　　　　　　え
あ – 昭和27年8月1日町制施行
い – 昭和35年3月31日　睦野村を中島町へ編入
う – 昭和38年3月31日　西中島村を中島町へ編入
え – 平成17年1月1日　中島町及び北条市を松山市へ編入

（注記）北条市・松山市の合併以前の系譜はそれぞれの市の記事を参照のこと。

```

## 行政
歴代町長
- 武田治（たけだおさむ）
二期目中に死去。町の行政機能を強化するため、約35年間の愛媛県庁勤務の経験を生かし、人づくりや条例・規則の整備に尽力した。
- 武田満幸（たけだみつゆき）
農協組合長を経て就任。最後の町長となったが、町営汽船・フェリー・バス、町立病院など松山市との合併に際しての懸案事項を解決、松山市・北条市との合併を円滑に導いた。

役所
- 中島本島の大浦という集落にある。合併後は支所となっている。

姉妹都市
- 中島町 (石川県) - 同名町として交流。

## 経済

### 農業
- いよかん、温州みかんの生産が行われている。

### 商業
- 小規模な商店が何十軒かあるが、松山市との合併で中島町役場で勤務していた町職員の多くが松山市役所本庁へ転勤したことで島の人口が減少し、大きな打撃を受けている。

## 教育

### 高等学校
- 愛媛県立松山北高等学校中島分校

### 中学校
- 中島町立中島中学校
  - 中島町立津和地中学校 - 1961年（昭和36年）5月1日中島中学校に統合。
  - 中島町立野忽那中学校 - 1969年4月1日中島中学校に統合。
  - 中島町立二神中学校 - 1969年4月1日中島中学校に統合。
  - 中島町立中島西中学校 - 1972年4月1日中島中学校に統合。
  - 中島町立睦月中学校 - 2002年（平成14年）4月1日中島中学校睦月分校となる。2003年閉校。同年4月1日中島中学校に統合。
  - 中島町立怒和中学校 - 2005年3月31日閉校、同年4月1日中島中学校に統合。

### 小学校
- 中島町立野忽那小学校 - 2008年3月以後から休校。
- 中島町立天谷小学校 - 2009年3月31日閉校、2021年（令和3年）9月取り壊し。
- 中島町立中島東小学校 - 2009年3月31日閉校、2021年9月取り壊し。
  - 中島町立城山小学校 - 1977年閉校、中島東小学校に統合。
- 中島町立中島南小学校 - 2009年3月31日閉校、2021年9月取り壊し。
- 中島町立二神小学校 - 2009年4月以後から休校。
- 中島町立睦月小学校 - 2009年4月以後から休校。
- 中島町立津和地小学校 - 2017年4月以後から休校。
- 中島町立怒和小学校 - 2019年3月以後から休校。

（現在は全て松山市立）

## 交通

### 航路
- フェリーにより松山市と結ばれている（松山市との合併直前に民営化され、現在は中島汽船が運航している）。

### 鉄道
- 町内に鉄道はない。

### 道路

#### 一般国道
- 町内に国道はない。

#### 県道
- 主要地方道
愛媛県道41号中島環状線
- 一般県道
愛媛県道206号上怒和元怒和線

## 関連図書
- 角川日本地名大辞典編纂委員会編『角川日本地名大辞典38 愛媛県』角川書店、1981年、908-912頁